# Erick de Arruda Serafim
Erick de Arruda Serafim, mais conhecido como Erick (Recife, 10 de dezembro de 1997), é um futebolista brasileiro que atua como ponta-esquerda. Atualmente joga no Vitória, emprestado pelo São Paulo.

## Carreira

### Antecedentes
Erick começou seus primeiros passos no futebol no bairro do Jordão, na Zona Sul do Recife, na sua cidade-natal. Depois jogou um Campeonato Pernambucano de bairros, pelo Garota da Prazerense, do bairro de Prazeres, de Jaboatão dos Guararapes. Um olheiro do Santos ofereceu um teste ao garoto no clube paulista, no qual foi aprovado e integrou o time sub-15 do clube.
Depois de ficar um ano no time do Santos, a diretoria mudou e ele foi dispensado das categorias de base. Chegou nas categorias de base do Náutico no ano de 2014, depois, foi emprestado ao Cruzeiro no ano de 2015. Após um ano no time mineiro, retornou ao Náutico. Na Copa São Paulo de Futebol Júnior de 2017, chamou a atenção do técnico Dado Cavalcanti após ter sido o artilheiro do Náutico na Copinha, no qual acabou sendo promovido ao elenco profissional em seguida.

### Náutico
Sua estreia profissional  aconteceu no dia 24 de janeiro, em uma vitória em casa por 4–0 contra a Atlético Cearense, pela Copa do Nordeste. Seu primeiro gol profissional e no clube aconteceu em 20 de fevereiro, marcando um gol de pênalti na vitória fora de casa por 2–0 sobre o Belo Jardim , pelo Campeonato Pernambucano. Em ascensão na sua primeira passagem no clube, Erick acumulou propostas e sondagens de clubes da Série A do futebol brasileiro e de clubes portugueses e italianos.

### Braga
Em 28 de agosto de 2017, o Braga oficializou a contratação de Erick, por um contrato de cinco temporadas. A venda rendeu, no total, 4 milhões de reais, sendo 2,8 milhões de reais apenas para o Náutico, que ainda obteve 15% dos direitos econômicos.

### Vitória
Em 26 de junho de 2018, o Vitória anunciou a contratação de Erick, por um contrato de empréstimo até junho de 2019. Sua estreia pelo clube aconteceu no dia 22 de julho, entrando como titular em uma derrota fora de casa por 4–1 em um clássico contra o Bahia, pelo Campeonato Brasileiro. Seu primeiro gol pelo clube aconteceu no dia 26 de julho, marcando o único gol de uma vitória em casa por 1–0 sobre o Sport.

### Gil Vicente
Após ter seu contrato de empréstimo com o Vitória encerrado, em julho de 2019, Erick foi emprestado ao Gil Vicente.

### Retorno ao Náutico
Em 27 de dezembro de 2019, foi oficializado o retorno de Náutico, por um contrato de empréstimo de seis meses. Fez sua reestreia pelo clube no dia 19 de janeiro de 2020, entrando como substituto em um empate em casa por 1–1 em um clássico contra o Sport, pelo Campeonato Pernambucano. Seu primeiro gol pela sua segunda passagem aconteceu no dia 26 de janeiro, marcando o único gol de uma vitória fora de casa por 1–0 sobre o Petrolina.
No dia 10 de julho de 2020, o Náutico renovou o empréstimo de Erick por mais um ano, por um novo contrato válido até junho de 2021.

### Ceará

#### 2021
No dia 23 de julho de 2021, após ter seu contrato com o Náutico encerrado, Erick foi anunciado pelo Ceará, por um contrato válido até o fim de 2023. Sua estreia pelo clube aconteceu no dia 8 de agosto, entrando como substituto de Lima em um empate em casa por 0–0 com o Atlético Goianiense, pelo Campeonato Brasileiro.
Na temporada de 2021, Erick fez 16 partidas e marcou nenhum gol pelo Ceará.

#### 2022
Sua primeira partida no ano de 2022 aconteceu no dia 12 de fevereiro, entrando como substituto de Lima em um empate em casa por 1–1 com o Sampaio Corrêa, pelo Copa do Nordeste. Sua primeira partida em uma competição continental aconteceu no dia 5 de abril, entrando como substituto de Richard em uma vitória em casa por 2–1 sobre o Independiente, pela Copa Sul-Americana. Seu primeiro gol pelo clube aconteceu no dia 26 de abril, em uma vitória fora de casa por 2–0 sobre o clube paraguaio General Caballero JLM.
Majoritariamente como reserva do Ceará na temporada de 2022, marcando cinco gols e dois assistências em 43 jogos.

#### 2023
Sua estreia na temporada de 2023 aconteceu no dia 22 de janeiro, entrando como substituto de Jean Carlos em uma derrota fora de casa por 3–0, pela Copa do Nordeste. Seu primeiro gol na temporada pelo clube aconteceu no dia 25 de janeiro, em uma vitória em casa por 4–0 sobre o Pacajus, pelo Campeonato Cearense. Artilheiro e líder de assistências do Ceará no ano, Erick viveu seu melhor momento na carreira no clube com maior participação em gols no ano, sendo 18 gols e 13 assistências em 52 jogos.
No dia 24 de julho, após decidir não renovar seu contrato com o Ceará, Erick assinou um pré-contrato com o São Paulo, que seria válido a partir do ano seguinte. No total, Erick fez 111 partidas, 23 gols e 15 assistências.

### São Paulo
No dia 10 de dezembro de 2023, o São Paulo anunciou o atacante Erick, que tinha assinado pré-contrato em julho. Sua estreia no clube aconteceu no dia 20 de janeiro de 2024, entrando como substituto de Lucas Moura em uma vitória em casa por 3–1 sobre o Santo André, pelo Campeonato Paulista. Seu primeiro gol pelo clube aconteceu no dia 17 de fevereiro, em um empate em casa por 2–2 com o Red Bull Bragantino.

### Retorno ao Vitória
No dia 28 de março de 2025, o Vitória anunciou o retorno de Erick, emprestado pelo São Paulo até o final da temporada. O atacante, que tem contrato com o São Paulo até o fim de 2026, foi cedido ao Vitória sem preço de compra fixado. O Leão pagará um valor pelo empréstimo e arcará com 100% dos salários do jogador.

## Estatísticas
Atualizado até 17 de março de 2024.

### Clubes
| Equipe            | Temporada         | Campeonato nacional | Campeonato nacional | Campeonato nacional | Copa nacional[a] | Copa nacional[a] | Copa nacional[a] | Competições continentais[b] | Competições continentais[b] | Competições continentais[b] | Outros torneios[c] | Outros torneios[c] | Outros torneios[c] | Total | Total | Total   |
| Equipe            | Temporada         | Jogos               | Gols                | Assist.             | Jogos            | Gols             | Assist.          | Jogos                       | Gols                        | Assist.                     | Jogos              | Gols               | Assist.            | Jogos | Gols  | Assist. |
| ----------------- | ----------------- | ------------------- | ------------------- | ------------------- | ---------------- | ---------------- | ---------------- | --------------------------- | --------------------------- | --------------------------- | ------------------ | ------------------ | ------------------ | ----- | ----- | ------- |
| Náutico           | 2017              | 19                  | 2                   | 3                   | 1                | 0                | 0                | —                           | —                           | —                           | 19                 | 7                  | 0                  | 39    | 9     | 3       |
| Náutico           | 2020              | 32                  | 6                   | 2                   | 2                | 0                | 0                | —                           | —                           | —                           | 16                 | 1                  | 0                  | 50    | 7     | 2       |
| Náutico           | 2021              | 8                   | 2                   | 2                   | —                | —                | —                | —                           | —                           | —                           | 11                 | 5                  | 1                  | 19    | 7     | 3       |
| Náutico           | Total             | 59                  | 10                  | 7                   | 3                | 0                | 0                | 0                           | 0                           | 0                           | 46                 | 13                 | 1                  | 108   | 23    | 8       |
| Braga             | 2017–18           | —                   | —                   | —                   | 1                | 0                | 0                | —                           | —                           | —                           | —                  | —                  | —                  | 1     | 0     | 0       |
| Braga             | Total             | 0                   | 0                   | 0                   | 1                | 0                | 0                | 0                           | 0                           | 0                           | 0                  | 0                  | 0                  | 1     | 0     | 0       |
| Braga B           | 2017–18           | 11                  | 0                   | 0                   | —                | —                | —                | —                           | —                           | —                           | —                  | —                  | —                  | 11    | 0     | 0       |
| Braga B           | Total             | 11                  | 0                   | 0                   | 0                | 0                | 0                | 0                           | 0                           | 0                           | 0                  | 0                  | 0                  | 11    | 0     | 0       |
| Vitória           | 2018              | 19                  | 2                   | 2                   | —                | —                | —                | —                           | —                           | —                           | —                  | —                  | —                  | 19    | 2     | 2       |
| Vitória           | 2019              | —                   | —                   | —                   | —                | —                | —                | —                           | —                           | —                           | 13                 | 1                  | 0                  | 13    | 1     | 0       |
| Vitória           | Total             | 19                  | 2                   | 2                   | 0                | 0                | 0                | 0                           | 0                           | 0                           | 13                 | 1                  | 0                  | 32    | 3     | 2       |
| Gil Vicente       | 2019–20           | 8                   | 0                   | 0                   | 3                | 0                | 0                | —                           | —                           | —                           | —                  | —                  | —                  | 11    | 0     | 0       |
| Gil Vicente       | Total             | 8                   | 0                   | 0                   | 3                | 0                | 0                | 0                           | 0                           | 0                           | 0                  | 0                  | 0                  | 11    | 0     | 0       |
| Ceará             | 2021              | 16                  | 0                   | 0                   | —                | —                | —                | —                           | —                           | —                           | —                  | —                  | —                  | 16    | 0     | 0       |
| Ceará             | 2022              | 24                  | 2                   | 0                   | 4                | 0                | 0                | 8                           | 3                           | 2                           | 7                  | 0                  | 0                  | 43    | 5     | 2       |
| Ceará             | 2023              | 31                  | 10                  | 4                   | 2                | 0                | 2                | —                           | —                           | —                           | 19                 | 8                  | 7                  | 52    | 18    | 13      |
| Ceará             | Total             | 71                  | 12                  | 4                   | 6                | 0                | 2                | 8                           | 3                           | 2                           | 26                 | 8                  | 7                  | 111   | 23    | 15      |
| São Paulo         | 2024              | 0                   | 0                   | 0                   | 0                | 0                | 0                | 0                           | 0                           | 0                           | 9                  | 1                  | 1                  | 9     | 1     | 1       |
| São Paulo         | Total             | 0                   | 0                   | 0                   | 0                | 0                | 0                | 0                           | 0                           | 0                           | 9                  | 1                  | 1                  | 9     | 1     | 1       |
| Total na carreira | Total na carreira | 168                 | 24                  | 13                  | 13               | 0                | 2                | 8                           | 3                           | 2                           | 94                 | 23                 | 9                  | 283   | 50    | 26      |

- a. ^ Jogos da Copa do Brasil, da Taça da Liga e da Taça de Portugal
- b. ^ Jogos da Copa Sul-Americana e da Copa Libertadores da América
- c. ^ Jogos do Campeonato Pernambucano, da Copa do Nordeste, do Campeonato Baiano, do Campeonato Cearense, do Campeonato Paulista e da Supercopa Rei

## Títulos
Náutico[carece de fontes?]
- Campeonato Pernambucano: 2021

Ceará[carece de fontes?]
- Copa do Nordeste: 2023

São Paulo
- Supercopa Rei: 2024[50]